# Каток Санта-Фе (Мехико)
Каток Санта-Фе (исп. Pista de Hielo Santa Fe, англ. Santa Fe Ice Rink (Mexico City)), ледовая арена в финансовом районе Санта-Фе столицы Мексики Мехико, часть крупного торгового центра Centro Santa Fe. Комплекс расположен в районе Куахимальпа де Морелос мексиканской столицы.
Торговый центр был открыт в 1993 году. На катке Санта-Фе проводятся занятия по фигурному катанию и хоккею с шайбой.

## Технические данные
Каток оснащен морозильным оборудованием канадского производства, трибунами для посетителей, его размеры установлены по официальным размерам Национальной хоккейной лиги (НХЛ) США и Канады (200 х 85 футов).

## Спортивные мероприятия
- Группа В второго дивизиона чемпионата мира по хоккею с шайбой 2019
- Группа A второго дивизиона чемпионата мира по хоккею с шайбой среди женщин 2020
- Группа А третьего дивизиона чемпионата мира по хоккею с шайбой среди юниоров 2025